# 婷蔻·坎纳
婷蔻·坎纳（英語：Twinkle Khanna，全名：Tina Jatin Khanna，1974年12月29日—），印度女作家、報章專欄作家、室內設計師及前任寶萊塢電影女演員。
1995年出道，她贏得1996年印度電影觀眾獎的最佳女新人獎。2001年，她因為對演戲不感興趣而息影。同年她和寶萊塢男星阿克夏·庫馬結婚。坎纳現在是一名作家，她的著作《Mrs Funnybones》及《The Legend of Lakshmi Prasad》在印度均是年度暢銷書之一。
坎纳的父親是寶萊塢七十年代的巨星拉傑殊·坎纳（Rajesh Khanna），母親蒂普·卡柏迪亞（Dimple Kapadia）亦是一名演員。

## 外部連結
- 婷蔻·坎纳在互联网电影资料库（IMDb）上的資料（英文）
- 婷蔻·坎纳的Instagram帳戶